# Закат в Монмажуре
«Закат в Монмажуре» (фр. Coucher de soleil à Montmajour, нидерл. Zonsondergang bij Montmajour) — картина нидерландского художника Винсента ван Гога (Vincent van Gogh, 1853—1890), написанная в Арле в 1888 году. Картина выставлена в музее Винсента ван Гога в Амстердаме. Размер картины — 73,3 × 93,3 см.
Ранее считалось, что эта картина не является подлинным произведением Винсента ван Гога, но её принадлежность кисти художника была подтверждена специалистами в 2013 году.   Для картин ван Гога это большая редкость — предыдущая находка подобного рода случилась 85 лет назад, в 1928 году.    

## Описание
По-видимому, картина «Закат в Монмажуре» была написана летом 1888 года, когда Винсент ван Гог жил в городке Арль, находящемся на юге Франции. Арльский период считается наиболее плодотворным периодом творческой биографии художника.
Пейзаж с кустами и деревьями, изображённый на картине, находился в гористой местности Монмажур (фр. Montmajour или Mont Majour), расположенной в нескольких километрах к северу от Арля. Слева на заднем плане видны силуэты зданий аббатства Монмажур (фр. Abbaye de Montmajour). Примерно там же была написана другая картина, «Валуны и дуб», и это место описано в письме художника его брату Тео ван Гогу:
Вчера, перед закатом, я был на каменистой вересковой пустоши, где растут маленькие кривые дубы; в глубине, на холме — руины; внизу, в долине — хлеба́. Весь ландшафт — во вкусе Монтичелли: предельно романтичен. Солнце бросало на кусты и землю ярко-жёлтые лучи — форменный золотой дождь. Каждая линия была прекрасна, весь пейзаж — очаровательно благороден. <…> Земля казалась лиловой, горизонт — голубым. Я принёс с пустоши этюд, он не идёт ни в какое сравнение с тем, что мне хотелось сделать… Оригинальный текст (фр.)Hier j’étais au soleil couchant dans une bruyère pierreuse où croissent des chênes tres petits et tordus, dans le fond une ruine sur la colline et dans le vallon du blé. C’était romantique, on ne peut davantage, à la Monticelli, le soleil versait des rayons tres jaunes sur les buissons et le terrain, absolument une pluie d’or. Et toutes les lignes etaient belles, l’ensemble d’une noblesse charmante. <…> Les terrains semblaient violets, les lointains bleus. J’en ai rapporté une étude d’ailleurs mais qui reste bien en dessous de ce que j’avais voulu faire.
К тому же периоду относится серия набросков различных видов Монмажура, также хранящаяся в музее Винсента ван Гога.

## История
Картина «Закат в Монмажуре» была написана в июле 1888 года, при этом по какой-то причине она не была подписана Винсентом ван Гогом. После смерти художника в 1890 году картина находилась в коллекции его брата Тео. На обратной стороне холста сохранился номер 180, сделанный во время описи коллекции Тео ван Гога. После смерти Тео ван Гога в 1891 году картина оставалась у его вдовы Йоханны ван Гог-Бонгер, а в 1901 году она была продана французскому арт-дилеру Морису Фабру (Maurice Fabre).
В 1908 году картина была куплена норвежским промышленником Кристианом Николаи Мюстадом (Christian Nicolai Mustad). По словам его родственников, вскоре после покупки картина была показана французскому послу в Швеции, который предположил, что это либо явная подделка, либо случилась ошибка при атрибуции картины. После этого картина хранилась на чердаке, и про неё стало известно только после смерти Мюстада в 1970 году. В 1991 году родственники Мюстада предлагали музею ван Гога проверить подлинность этой картины, но тогда пришли к заключению, что она не принадлежит кисти ван Гога.
В результате тщательного исследования, проведённого специалистами музея Винсента ван Гога Луи ван Тилборгом (Louis van Tilborgh) и Тейо Медендорпом (Teio Meedendorp), удалось доказать, что картина всё-таки была написана ван Гогом. Среди доказательств, подтверждающих подлинность картины, было письмо, написанное Винсентом Ван Гогом своему брату Тео 5 июля 1888 года, в котором описывался пейзаж, который он нарисовал накануне. Об этом было объявлено 9 сентября 2013 года. Картина выставлена в музее с 24 сентября 2013 года.